# 平溪商圈

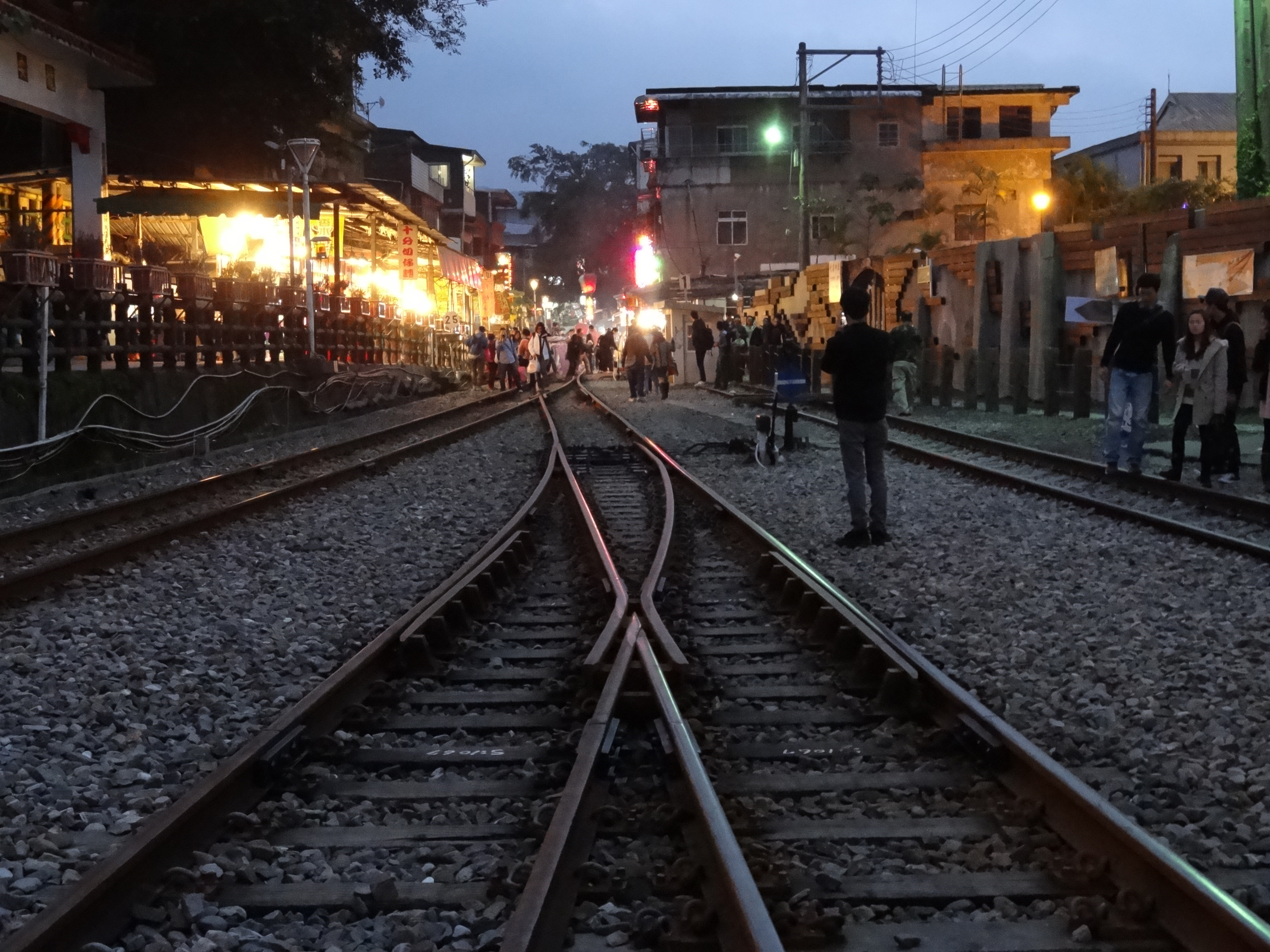
十分老街

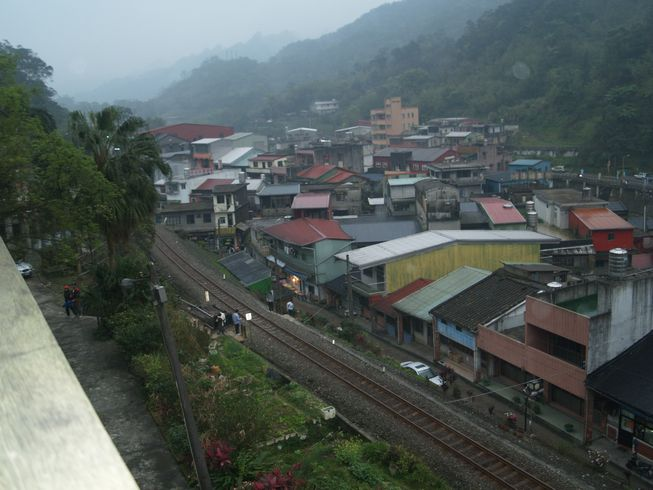
平溪老街

平溪商圈範圍以新北市平溪支線鐵路沿線之十分、平溪、菁桐三個主要車站及周邊老街為主體，並延伸串聯至鄰近景點，具有豐富的人文、文化及天然景觀，其人文豐富煤礦文化產業、而文化則以天燈文化為主，天然景觀則以瀑布自然景觀為主。
平溪鄉最具特色的是天燈文化、煤礦產業文化和瀑布。每年元宵節舉辦的天燈施放活動，吸引國內外遊客前來，也造就了平溪區以天燈聞名的意象。煤礦產業雖然是平溪區過去的經濟脈絡，也遺留下許多礦業地景，自然而然形成觀光景點。

## 週邊觀光資源
十分地區的觀光資源包含十分瀑布、眼鏡洞瀑布、大華壺穴等天然景觀，並有十分老街、靜安吊橋、臺灣煤礦博物館、十分旅遊服務中心等人文景觀；而平溪地區則有平溪郵局、平溪老街、觀音巖等觀光資源，在菁銅地區則是以菁桐老街、菁桐車站、菁桐礦業生活館、石底大斜坑遺址、平溪三尖等觀光景點。

## 外部連結
- 新北市形象商圈-平溪商圈